# Eoanthidium bakerorum
Eoanthidium bakerorum là một loài Hymenoptera trong họ Megachilidae. Loài này được Engel mô tả khoa học năm 2004.